# Берулава, Галина Алексеевна
Гали́на Алексе́евна Берула́ва (род. 6 февраля 1953, Челябинск) — российский психолог, академик РАО (2010), доктор психологических наук (1993), профессор (1994).
Замужем за Берулавой М. Н., имеет сына и дочь.

## Биография
Родилась 6 февраля 1953 года в Челябинске. Дочь академика РАО А. В. Усовой. В 1981 году защитила кандидатскую диссертацию на тему «Совершенствование подготовки студентов педагогических институтов к созданию и применению экранно-звуковых средств в учебном процессе».
После окончания докторантуры Психологического института РАО защитила диссертацию по психологии на тему «Развитие естественнонаучного мышления» (1990).
В 1993—1996 годах — декан психолого-педагогического факультета Бийского государственного педагогического института.
Является академиком Российской академии образования, директором института образовательных технологий РАО, председателем Южного отделения РАО, ректором Черноморской гуманитарной академии.
С 2002 года — член экспертного совета по психолого-педагогическим наукам Высшей аттестационной комиссии (ВАК) РФ, член Совета по высшему образованию при комитете по образованию и науке Совета Федерации. Является ректором НОУ ВПО «Международный инновационный университет».

## Награды
- Лауреат премии Правительства Российской Федерации в области образования[2] за создание цикла трудов "Формирование установок толерантного поведения и профилактика рисков ксенофобии в системе общего образования".

## Научные труды
Направления научных исследований: методология психологии, когнитивная психология, психодидактика, стили индивидуальности, образ мира личности, бессознательные стереотипы поведения, психодиагностика.
- Берулава Г.А. Развитие естественнонаучного мышления учащихся: Автореферат диссертации на соискание ученой степени кандидата психол. наук. 1992
- Berulava C. Psychology in Practice – Seattle, USA. 2008
- Берулава Г. А. Методологические основы практической психологии - М.: Психолого-социальный институт, 2003
- Берулава Г. А. Образ мира как мифологический символ -М.: Педагогическое общество России, 2001
- Берулава Г. А. Стиль индивидуальности: теория и практика - М.: Педагогическое общество России, 2001
- Берулава Г. А. Психодидактика - М: УРАО, 2006
- Берулава Г. А. Диагностика и развитие мышления подростков - М.:МАГО, 2000
- Берулава Г. А. Развитие естественнонаучного мышления учащихся - Томск, 1990
- Берулава Г.А. и др. Роль стереотипов психической активности в развитии личности. М., 2010
- Берулава Г.А. Инновационная сетевая парадигма обучения и воспитания студентов в условиях современного информационного пространства // Гуманизация образования. 2010. № 4
- Берулава М.Н., Берулава Г.А. Методологические основы развития личности студента в вузе // Вестник Университета Российской академии образования. 2009. № 4
- Берулава М.Н., Берулава Г.А. Методологические основы инновационной сетевой концепции развития личности в условиях информационного общества // Проблемы управления качеством образования в гуманитарном вузе. СПб., 2010
- Берулава М.Н., Берулава Г.А. Новая сетевая теория развития личности в информационном образовательном пространстве // Психологическая наука и образование №1/2012
- Берулава Г.А. Методологические основы деятельности практического психолога
- Берулава Г.А. Роль стереотипов психической активности в развитии личности
- Берулава Г. А. Методология современной психологии. M.:Московский психолого-социальный институт, НПО МОДЭК, 2009